# Rangsdorf

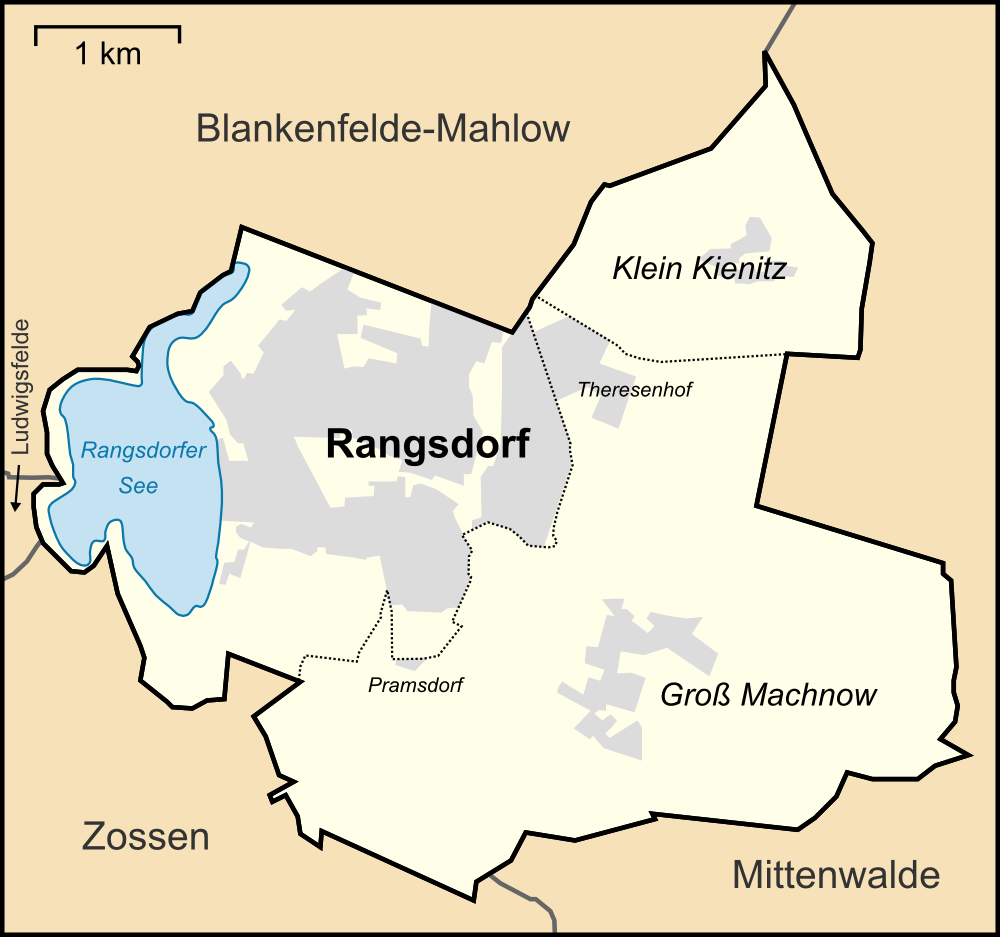
Ortsteile und Nachbargemeinden von Rangsdorf

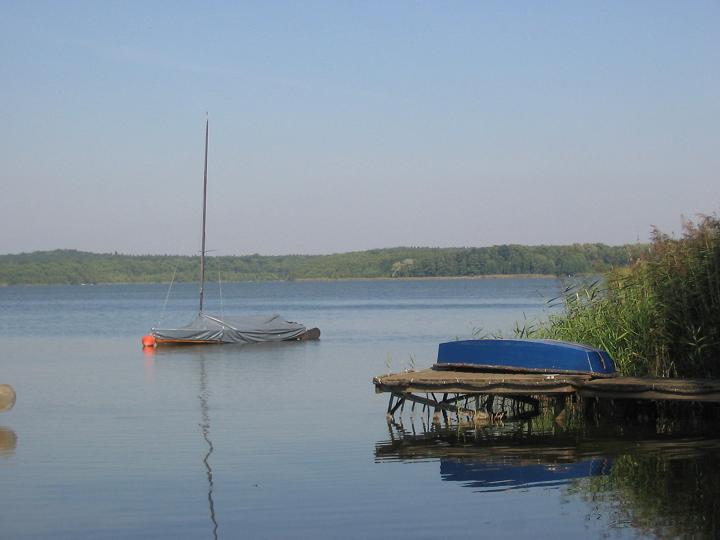
Rangsdorfer See

Rangsdorf ist eine amtsfreie Gemeinde im Landkreis Teltow-Fläming in Brandenburg.

## Geographie
Der Ort liegt auf dem Plateau des Teltow am Rangsdorfer See. Teile des Naturschutzgebiets Rangsdorfer See liegen im Westen des Gemeindegebiets. Die Naturschutzgebiete „Machnower See“ und „Zülowgrabenniederung“ liegen ebenfalls im Gemeindegebiet. Durch den Ort verläuft weiterhin der Zülowkanal, der bei Mittenwalde in den Nottekanal mündet und am Rangsdorfer See beginnt.
Nachbargemeinden beziehungsweise Nachbarstädte sind Blankenfelde-Mahlow im Norden, Mittenwalde im Osten und Zossen im Süden.
Rangsdorf wurde auf vier markanten Hügeln, dem Postberg, dem Zabelsberg, dem langen Berg und dem Weinberg, erbaut. Der Gerichtsfichtenberg und der Pramsdorfer Hügel befinden sich außerhalb der Wohnbebauung. Im Gemeindegebiet befinden sich neben dem Rangsdorfer See auch der Zülowsee, der Kiessee, der Nymphensee, der Machnower See und drei Tonteiche.

## Gemeindegliederung
Zur Gemeinde gehören folgende Ortsteile:
- Groß Machnow im Süden Rangsdorfs, mit den Wohnplätzen Fenne, Pramsdorf und Theresenhof
- Klein Kienitz im Norden Rangsdorfs

## Geschichte
Die Geschichte der heutigen Gemeinde ist bis in das 20. Jahrhundert hinein die Geschichte der einzelnen Dörfer und Wohnplätze, die heute zur (Groß-)Gemeinde Rangsdorf gehören. Der Aufstieg Rangsdorfs zur Großgemeinde begann Ende der 1920er Jahre mit dem Verkauf und der Parzellierung von Gutsgelände im Bereich des Bahnhofs sowie 1939 mit der Eingliederung der Siedlung Groß Machnow (oder Neumachnow), die bis dahin zur damaligen Gemeinde Groß Machnow gehörte. 1974 wurde Klein Kienitz eingemeindet und 2003 folgte die Eingemeindung von Groß Machnow.

### Frühgeschichte
Funde belegen, dass am Rangsdorfer See erste Siedlungen bereits um 8000 v. Chr. bestanden, also bereits rund 2000 Jahre nach dem Ende der letzten Eiszeit, deren Schmelzwasser den See bildeten.
Nach dem Wegzug der germanischen Semnonen rückten ab dem 7. Jahrhundert slawische Stämme in den weitgehend siedlungsfreien Raum nach. Eine slawische Vorgängersiedlung zu Rangsdorf konnte bisher aber nicht festgestellt werden.

### Mittelalter
Die slawische Zeit ging 1157 mit der endgültigen Eroberung des Teltow und der Gründung der Mark Brandenburg durch den Askanier Albrecht den Bären zu Ende. Der westliche Teltow war ein Kerngebiet der jungen Mark. Im Zuge des Landesausbaus wurden neue Siedlungen im Bereich des Rangsdorfer Sees gegründet, neben Rangsdorf auch Pramsdorf und westlich des Sees Jühnsdorf, östlich des Sees Alt Machnow.
Die erste urkundliche Erwähnung Rangsdorfs fand sich 1375 im Landbuch Karls IV. als Rangenstorpp (bzw. Rangestorff in einer der drei erhaltenen Handschriften des Landbuches). Über Rangersdorff (1544), Rangensdorff (1583) bildete sich der 1775 erstmals genannte Name Rangsdorf heraus. Der Name geht sehr wahrscheinlich auf eine mittelniederdeutsche Grundform Rangher(e)sdörp zurück und bezeichnet das Dorf eines Ranghers, wobei sich der Eigenname Rangher vermutlich aus dem Begriff Rangen = Zanken, im Althochdeutschen dann = ringen bzw. im Altsächsischen heri = Heer ableitet. Die ursprüngliche Dorfstruktur war ein Angerdorf mit späterem Rittergut.
Der Ort war mit seinen 25 Hufen und 9 Kossäten viel kleiner als die heutigen Ortsteile Groß Machnow und Klein Kienitz. Ein Größenvergleich: Groß Machnow hatte 80 Hufen und 33 Kossäten, Klein Kienitz 30 Hufen und 7 Kossäten. Bemerkenswerterweise werden keine Pfarrhufen erwähnt; ein deutlicher Hinweis darauf, dass es damals noch keine Kirche und keinen Pfarrer im Ort gab. Jede Hufe hatte an Pacht (pactum) drei Scheffel Roggen und drei Scheffel Hafer zu bezahlen. An Zins mussten für jede Hufe zwei Schillinge (solidi) und an Bede 16 Pfennige (denarii) entrichtet werden. Es waren neun Kossäten im Dorf ansässig, von denen jeder einen Schilling zu bezahlen hatte. Der Dorfkrug hatte zwei Schillinge zu entrichten, die Mühle einen halben Wispel Roggen (also zwölf Scheffel). Außerdem mussten die Dorfbewohner noch insgesamt 24 Hühner und 60 Eier abliefern. Die Rechte im Dorf waren geteilt. Jacob Rathenow, Bürger in Rangsdorf, hatte das Hochgericht, und ihm standen die Wagendienste der Bauern zu. Das Niedergericht besaß jedoch ein gewisser Dyreke in Rudow. Die Abgaben der Bauern und Kossäten gingen ebenfalls an diese beiden Personen. Jacob Rathenow hatte Anspruch auf Pacht und Zins von vier Hufen sowie auf die Bede von allen Hufen. Die Bede war ein erbliches Lehen derer von Torgau. Außerdem standen ihm 15 Hühner zu. Dyreke bezog Pacht und Zins von den übrigen 21 Hufen sowie die restlichen Hühner und die Abgabe von Eiern.
Nach den Schoßregistern (Steuerregister) von 1451 gehörte Rangsdorf mit seinen 26 abgabenpflichtigen Hufen dem Henning Stroband. Jede Hufe gab drei Scheffel Roggen, drei Scheffel Hafer und vier Groschen. Vier Kossäten gaben zusammen jährlich sieben Groschen. Der Dorfkrug hatte eine jährliche Abgabe von 12 Groschen zu leisten. 1472 waren Berthold, Thomas und Herr Hans Strobant (ein Priester) mit Rangsdorf belehnt worden. Das Dorf gab drei Wispel minus sechs Scheffel Roggen, zwei Wispel 18 Scheffel Hafer und ein Schock 54 Gr. jährlichen Zins.
Die Schoßregister von 1480 vermelden Henning Stroband als Besitzer. Ein Hof war abgebrannt.

### Neuzeit
Im Jahr 1536 erscheint die Familie Reich von Berlin als Besitzer des Dorfes in den Urkunden. 1544 bewirtschaften sechs Bauern je drei Hufen (darunter der Schulze und der Krüger), vier Bauern je zwei Hufen. Acht Kossäten hatten Häuser mit Gärten. Einige Bauern und Kossäten bewirtschafteten „Neuland“, vermutlich trockengefallene oder trockengelegte Randbereiche des Rangsdorfer Sees sowie Kohlgärten. Bis 1581 war ein Zweihüfnergut von der Grundherrschaft eingezogen worden und bildete den Grundstock für das spätere Rittergut. Es wird erstmals seit 1375 wieder eine Mühle genannt. Die Familie Reiche verkaufte 1571 zunächst eine Hälfte des Dorfes mit allen Rechten an den Kammerrat Johann von Köppen. Dieser kaufte 1586 auch die andere Hälfte von Henning Reiche. Bis 1598 war ein weiteres Dreihüfnergut eingezogen worden, bis 1612 kam noch ein Dreihüfnerhof hinzu, so dass das Rittergut acht „freigewilligte“ Hufen hatte, d. h., diese Hufen waren von den Pacht-, Zins- und Bedeabgaben befreit. Dafür hatte der Rittergutsbesitzer Vasallendienste für den Markgrafen zu leisten. 1598 ist erstmals wieder nach 1375 von einer Windmühle im Dorf die Rede. 1608 gab es sieben Bauerngüter, vier Bauerngüter hatte je drei Hufen unter dem Pflug, drei Bauern bewirtschafteten je zwei Hufen. Im Dorf gab es den Krug und eine Windmühle. Ansässig waren außerdem neun Kossäten und ein Küster.
Im Jahr 1617 wurde einem von Kahlenberg die Lehensbestätigung erteilt. Dabei werden folgende Rechte und Einnahmen aufgeführt: Ober- und Niedergericht, Straßengericht, Kirchlehn, Pächte, Diensten, Pflichten, Zehnten, Jagd, Windmühle, der große Vehling mit der Lanke (= Rangsdorfer See), ein Hof mit acht freien Hufen (Rittergut), die Einnahmen vom Dorfkrug („Zapfenzins“) und die Pächte,  und Zehnten von fünf Bauern, die 16 Hufen bewirtschafteten sowie die Abgaben der vier Kossäten. Jeder Bauern- und Kossätenhof hatte zusätzlich noch ein Rauchhuhn und ein Zinshuhn abzugeben. Die Kossäten entrichten zudem Bede und Kahnzins, ein Hinweis auf die auf dem Rangsdorfer See betriebene Fischerei. Auch vom „wüsten Wubert“ und dem „neuen Land“ mussten Zehnt und Zinshühner entrichtet werden. Ab dieser Zeit werden nur noch 24 Hufen genannt. 1624 wird in den Quellen ein Schmied erwähnt.
Im Jahr 1650 kam Rangsdorf in den Besitz derer von Pfuel. Das Dorf war von dem Dreißigjährigen Krieg erheblich betroffen. 1652 lebten nur noch der Schulze, drei Bauern und sieben Kossäten (jeweils mit ihren Familien) im Dorf. Die wüst gefallenen Bauern- und Kossätenstellen wurden aber wieder besetzt. Um 1682 kam Rangsdorf in den Besitz der Familie von Hake. Der letzte von Hake starb unverheiratet, und der Ort ging 1738 an die Familie von Otterstedt. Erasmus Dietrich von Redern erwarb 1785 Dorf und Rittergut; aus seinem Nachlass kam es in den Besitz von Generalmajor Erasmus Ludwig Friedrich von der Gröben (1744–1799). Dessen Witwe (eine geborene von Holle) verkaufte es 1801 dem Etatminister Heinrich Ludwig von Buchholz. Es folgten dann in rascher Folge neue Besitzer: 1804 Wolf Friedrich Ludwig von Quast, 1807 Eberhardt August Freiherr von Medem, darauf Graf von Hake, Amtmann Bohnstedt und 1818 Oberamtmann Körner. Der Besitz wurde 1855 verkauft und kam 1876 nach mehrmaligem Besitzerwechsel an Ferdinand Spiekermann, der jedoch schon 1880 starb. Ihm folgte sein Sohn Richard Spiekermann. Zu diesem Zeitpunkt hatte die Gemeinde 150 Einwohner und der Gutsbezirk 91 Einwohner. Richard Spiekermann war Amtsvorsteher des Amtes Groß Machnow und Patron der Dorfkirche, die er 1888 bis 1890 umbauen ließ.
Aus Rangsdorf heraus wurde 1897 erstmals weltweit eine „funken-telegrafische“ Verbindung hergestellt. Der Erfinder Adolf Slaby sendete über eine Distanz von 21 Kilometern eines der ersten Telegramme aus Rangsdorf nach Schöneberg.
Richard Spiekermann starb 1921, und Eigentümerin wurde die Witwe von Richard Spiekermann sen., Emilie Spiekermann. Sie versuchte, durch den Verkauf von Teilflächen das Gut zu sanieren, verkaufte es dann jedoch 1927 für 1.150.000 RM an den Kreis Teltow. Das Gut umfasste zu diesem Zeitpunkt etwa 710 Hektar. Der Kreis Teltow verkaufte 1928 den bisher gesperrten Rangsdorfer See und ein größeres Waldgebiet nördlich des Ortskerns bis zur Krummen Lanke an die Gemeinde (insgesamt 389 ha). Das Restgut mit Gutshof und Ländereien südlich des Dorfes wurden ebenfalls 1928 an Adolf Henning verkauft. Ein kleinerer Teil Wald und die Krumme Lanke verblieben beim Kreis Teltow. Direkt nach dem Verkauf begann die Gemeinde Rangsdorf, den Rangsdorfer See zum Seebad auszubauen. Land nördlich der Seebadallee wurde parzelliert und verkauft. 1930 verkaufte auch der Besitzer des Restgutes Land südlich des Dorfkerns; die Siedlung Klein Venedig entstand. 1935 wurden 145 Hektar des Restgutes gegen Entschädigung enteignet und auf dem Gelände der Reichssportflughafen Rangsdorf und die Bücker Flugzeugwerke errichtet.
Die verbliebenen 35 Hektar des Restgutes wurden 1946 enteignet. Der Gutshof verblieb zunächst im Bodenfonds der Gemeinde Rangsdorf. Im Gutshof war die Kommandantur der sowjetischen Streitkräfte untergebracht. Später wohnten einige Familien im Gutshof. Ab 1946 nutzte die Landwirtschaftliche Genossenschaft Rangsdorf das Gutshaus, später auch die LPG Seeperle und der VEB Getreidewirtschaft. Mit der Wende kam das Gutshaus in den Besitz des Bundes und 1992 wurde es mit einer Sanierungsverpflichtung verkauft. Die Sanierung unterblieb, und das Gebäude verfiel zusehends. Der Arbeiter-Samariter-Bund Königs Wusterhausen ließ 2005 das Gebäude abreißen und ab 2006 ein zweigeschossiges Altenpflegeheim errichten. In die Fassadengestaltung wurden Elemente des alten Gutshauses aufgenommen.

### Eisenbahn und der Aufstieg zum „Seebad“
In den 1870er Jahren wurde eine Eisenbahnverbindung von Berlin nach Dresden gebaut (Berlin-Dresdener Eisenbahn), die Rangsdorf am östlichen Rande der Gemarkung berührte. Auf der Gemarkung Rangsdorf wurde ein Bahnhof gebaut; am 17. Juni 1875 wurde der öffentliche Personenverkehr eröffnet. Parallel zu dieser Strecke wurde in den 1880er Jahren die Königlich Preußische Militäreisenbahn zum Schießplatz nach Kummersdorf gebaut. Die Gleise wurden jedoch 1920 demontiert. Teile des Rittergutes wurden 1928 parzelliert und verkauft. Einen weiteren Sprung in der Einwohnerentwicklung machte Rangsdorf 1939 durch die Angliederung der Siedlung Groß Machnow (auch Neu-Machnow), die östlich der Bahnlinie bzw. südwestlich des Bahnhofs entstanden war. 1940 wurde Rangsdorf an die Berliner S-Bahn angeschlossen.
Durch die gute Verkehrsanbindung wurde Rangsdorf in den 1920er Jahren zum Ausflugsziel der Berliner. Erste Verkaufseinrichtungen, Sitzgelegenheiten und Umkleidekabinen wurden am Strand errichtet. Bereits auf dem Meßtischblatt 1:25000 Zossen von 1903 (mit Nachträgen bis 1912) ist ein Badehaus verzeichnet. Weitere Gebäude wurden bis 1928 errichtet, und die Badestelle wurde nun „Seebad“ genannt. Die Gemeinde kaufte 1929 eine große Glashalle in Berlin, die ursprünglich 1896 für die Gewerbeausstellung in Berlin-Treptow gefertigt worden war. Sie hatte zunächst in Berlin als Bierhalle gedient, bevor sie dann den Weg nach Rangsdorf fand. Sie wurde dort 1930 neben dem Freibad wieder errichtet. Das Strand-Casino bot 1500 Sitzplätze und im Freien davor weitere 5000 Sitzplätze. In der Saison 1930 hatte Rangsdorf über 100.000 Gäste. Das Strand-Casino wurde 1934 grundlegend umgestaltet und in Seebad-Casino umbenannt. Nach 1945 wechselten Besitzer und Betreiber mehrmals, bis es dann vom Konsum der DDR übernommen und bis 1991 bewirtschaftet wurde. Direkt daneben entstanden ein Campingplatz und eine Feriensiedlung mit Bungalows. Das Gelände kam 1991 wieder an die Gemeinde Rangsdorf, die es zunächst verpachtete. Das Seebad-Casino musste 1996 geschlossen werden und wurde nach Jahren des Leerstandes vom jetzigen Besitzer erworben. Er errichtete einen Neubau, der 2000 eröffnet wurde, das heutige Hotel und Restaurant Seebad-Casino.

### Flugplatz Rangsdorf

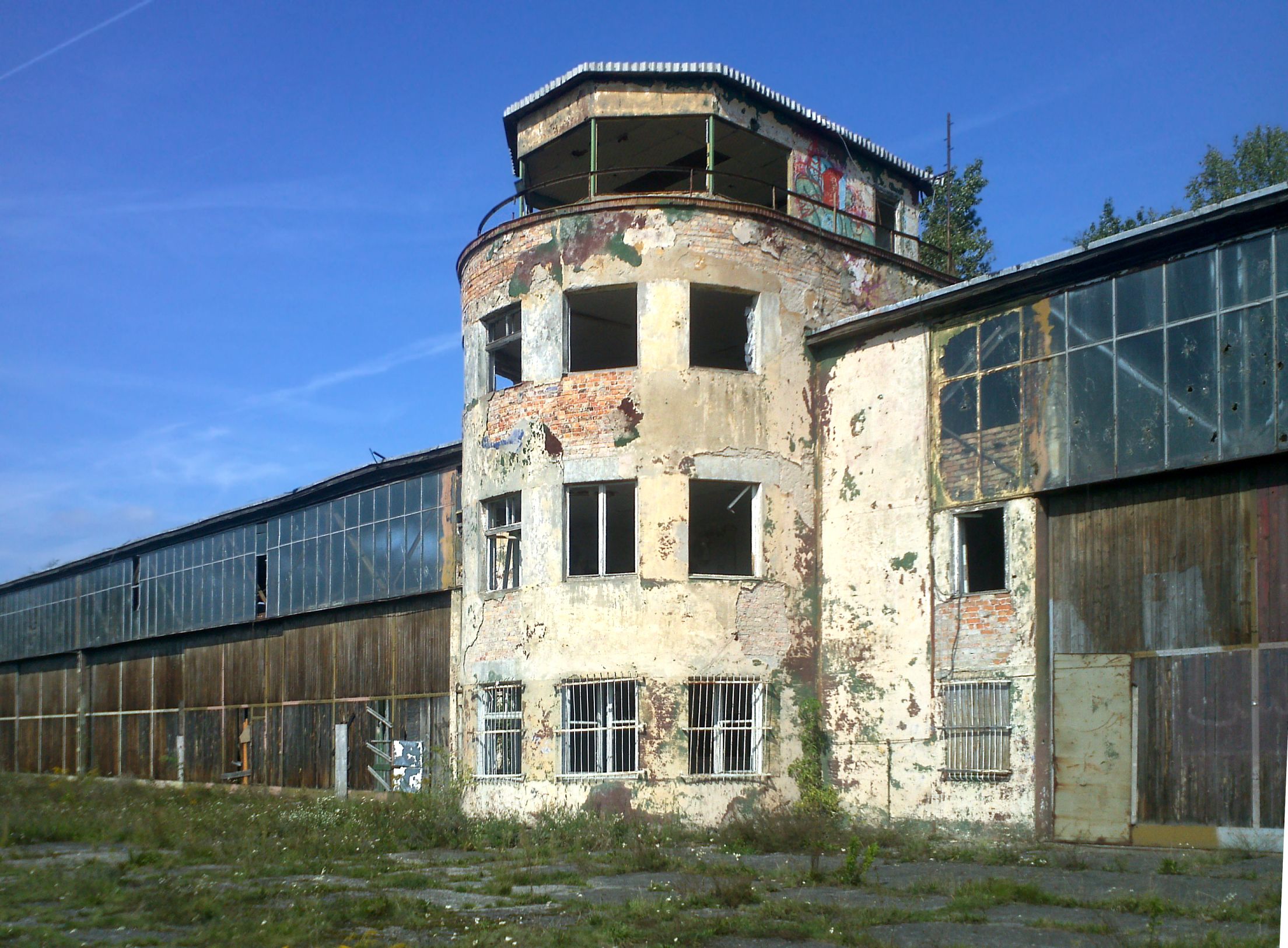
Reste eines Flugplatzgebäudes mit Tower (2012)

Bereits 1935 war die Firma Bücker Flugzeugbau von Berlin-Johannisthal nach Rangsdorf übergesiedelt. Im selben Jahr wurde im Reichsluftfahrtministerium der Bau eines Land- und Wasserflughafens in Rangsdorf beschlossen. Nach Plänen von Ernst Sagebiel wurde der Reichssportflughafen Rangsdorf am 30. Juli 1936 eröffnet. Er blieb bis 1945 auch der Werksflughafen der Bücker-Werke. Dazu gehörten das Aero-Club-Haus am Rangsdorfer See und eine Reichsschule für Motorflug. Die Start- und Landebahn war nur grasbewachsen. Zu Beginn des Zweiten Weltkrieges wurde der zivile Luftverkehr vom Oktober 1939 bis zum März 1940 von Berlin-Tempelhof nach Rangsdorf verlegt. Kurz darauf wurde der Flugplatz zum Fliegerhorst, auf dem einige Verbände der Luftwaffe stationiert waren.
Claus Schenk Graf von Stauffenberg startete am 20. Juli 1944 um 7:00 Uhr in einer Heinkel 111 mit seinem Adjutanten Oberleutnant Werner von Haeften von dort zur Wolfsschanze bei Rastenburg in Ostpreußen, wo er das Attentat auf Hitler verübte.
Heute wird ein kleiner Teil des ehemaligen Flugplatzes von der Modellbaugruppe des Bücker-Vereins als Modellflugzeugplatz genutzt. In den Gebäuden befindet sich heute die privat geführte Seeschule (Ganztagsgymnasium mit angeschlossenem Internat). Die Geschichte des ehemaligen Flughafens wird im Bücker-Luftfahrt- und Europäisches Eissegel-Museum dargestellt.
Im Jahr 2018 wurde das Gelände an einen Investor Terraplan verkauft. Das Gelände soll bebaut und die denkmalgeschützten Gebäude saniert werden.

### Verwaltungsgeschichte
Rangsdorf und seine heutigen Ortsteile gehörten seit 1817 zum Kreis Teltow in der preußischen Provinz Brandenburg und ab 1952 zum Kreis Zossen im DDR-Bezirk Potsdam. Seit 1993 liegen sie im brandenburgischen Landkreis Teltow-Fläming.

## Bevölkerungsentwicklung
| Jahr | Einwohner |
| ---- | --------- |
| 1875 | 0 225     |
| 1890 | 0 244     |
| 1910 | 0 373     |
| 1925 | 0 452     |
| 1933 | 1 095     |
| 1939 | 4 120     |

| Jahr | Einwohner |
| ---- | --------- |
| 1946 | 4 922     |
| 1950 | 5 096     |
| 1964 | 5 375     |
| 1971 | 5 965     |
| 1981 | 5 832     |
| 1985 | 5 569     |

| Jahr | Einwohner |
| ---- | --------- |
| 1990 | 05 256    |
| 1995 | 05 366    |
| 2000 | 07 114    |
| 2005 | 09 545    |
| 2010 | 10 515    |
| 2015 | 10 848    |

| Jahr | Einwohner |
| ---- | --------- |
| 2020 | 11 423    |
| 2021 | 11 540    |
| 2022 | 11 677    |
| 2023 | 11 822    |
| 2024 | 11 754    |

Gebietsstand des jeweiligen Jahres, Einwohnerzahl: Stand 31. Dezember (ab 1991), ab 2011 auf Basis des Zensus 2011, ab 2022 auf Basis des Zensus 2022

## Politik

### Gemeindevertretung
Die Gemeindevertretung von Rangsdorf besteht entsprechend der Einwohnerzahl der Gemeinde aus 22 Gemeindevertretern sowie dem hauptamtlichen Bürgermeister. Die Kommunalwahl am 9. Juni 2024 führte zu folgendem Ergebnis:
| Partei / Wählergruppe                  | Stimmenanteil 2019 | Sitze 2019 |        | Stimmenanteil 2024 | Sitze 2024 |
| -------------------------------------- | ------------------ | ---------- | ------ | ------------------ | ---------- |
| SPD                                    | 14,5 %             | 3          | 19,6 % | 4                  |            |
| CDU                                    | 10,7 %             | 2          | 19,1 % | 4                  |            |
| Die Rangsdorfer – Bürger für Rangsdorf | 16,4 %             | 4          | 15,9 % | 4                  |            |
| FDP                                    | 21,0 %             | 5          | 15,1 % | 3                  |            |
| AfD                                    | 09,7 %             | 2          | 13,8 % | 2                  |            |
| Bündnis 90/Die Grünen                  | 09,9 %             | 2          | 07,4 % | 2                  |            |
| Die Linke                              | 08,6 %             | 2          | 04,7 % | 1                  |            |
| Einzelbewerber Michael Schwarz         | –                  | –          | 04,5 % | 1                  |            |
| Allianz für Rangsdorf                  | 09,3 %             | 2          | –      | –                  |            |
| Insgesamt                              | 100 %              | 22         | 100 %  | 21                 |            |

2024 entfielen auf die AfD drei Sitze, von denen einer unbesetzt bleibt, weil die Partei nur zwei Kandidaten nominiert hatte.
SPD und Bündnis 90/Die Grünen haben sich zu einer Fraktion zusammengeschlossen.
Die Gemeindevertretung bestellt eine ehrenamtliche Gleichstellungsbeauftragte, einen Kinder- und Jugendbeauftragten und einen Behinderten- und Seniorenbeauftragten.

### Bürgermeister
- 1990–1992: Detlef Barth (SPD)[25]
- 1992–1998: Jürgen Muschinsky (CDU)[26]
- 1998–2003: Peter Gleich (CDU)[27]
- seit 2003: Klaus Rocher (FDP)[28]

Rocher wurde in der Bürgermeisterwahl am 11. September 2011 mit 71,6 % der gültigen Stimmen wiedergewählt. In der Bürgermeisterstichwahl am 20. September 2019 wurde er mit 59,9 % der gültigen Stimmen in seinem Amt bestätigt. Seine Amtszeit beträgt acht Jahre.

### Ortsvorsteher und Ortsbeirat
Der Ortsbeirat des Ortsteils Groß Machnow besteht aus drei Mitgliedern (Ortsvorsteher und zwei Beigeordneten). Zum Ortsvorsteher wurde 2024 Mirko Sänger (SPD) gewählt.
Im Ortsteil Klein Kienitz wird lediglich eine Ortsvorsteherin gewählt. Inken Güttler (CDU) übt dieses Amt seit der Kommunalwahl 2024 aus.

### Kinder- und Jugendparlament
Das 2019 gegründete Kinder- und Jugendparlament der Gemeinde ist ein beratendes Gremium mit sieben stimmberechtigten Mitgliedern. Es ist Teil des Dachverbands der Kinder- und Jugendgremien Brandenburg.

### Wappen
| Wappen von Rangsdorf | Blasonierung: „Gespalten von Blau und Silber; vorn drei pfahlweise gestellte, links gewendete silberne Fische, hinten eine bewurzelte blaue Kiefer.“ |
| Wappen von Rangsdorf | |

### Dienstsiegel
Das Dienstsiegel zeigt das Wappen der Gemeinde mit der Umschrift: „GEMEINDE RANGSDORF • LANDKREIS TELTOW-FLÄMING“.

### Partnerschaften
Seit 1993 besteht mit der Stadt Lichtenau in Nordrhein-Westfalen eine Partnerschaft. Weitere Städte- beziehungsweise Gemeindepartner sind Pieniężno (Polen) und Fardella (Süditalien).

## Sehenswürdigkeiten und Kultur

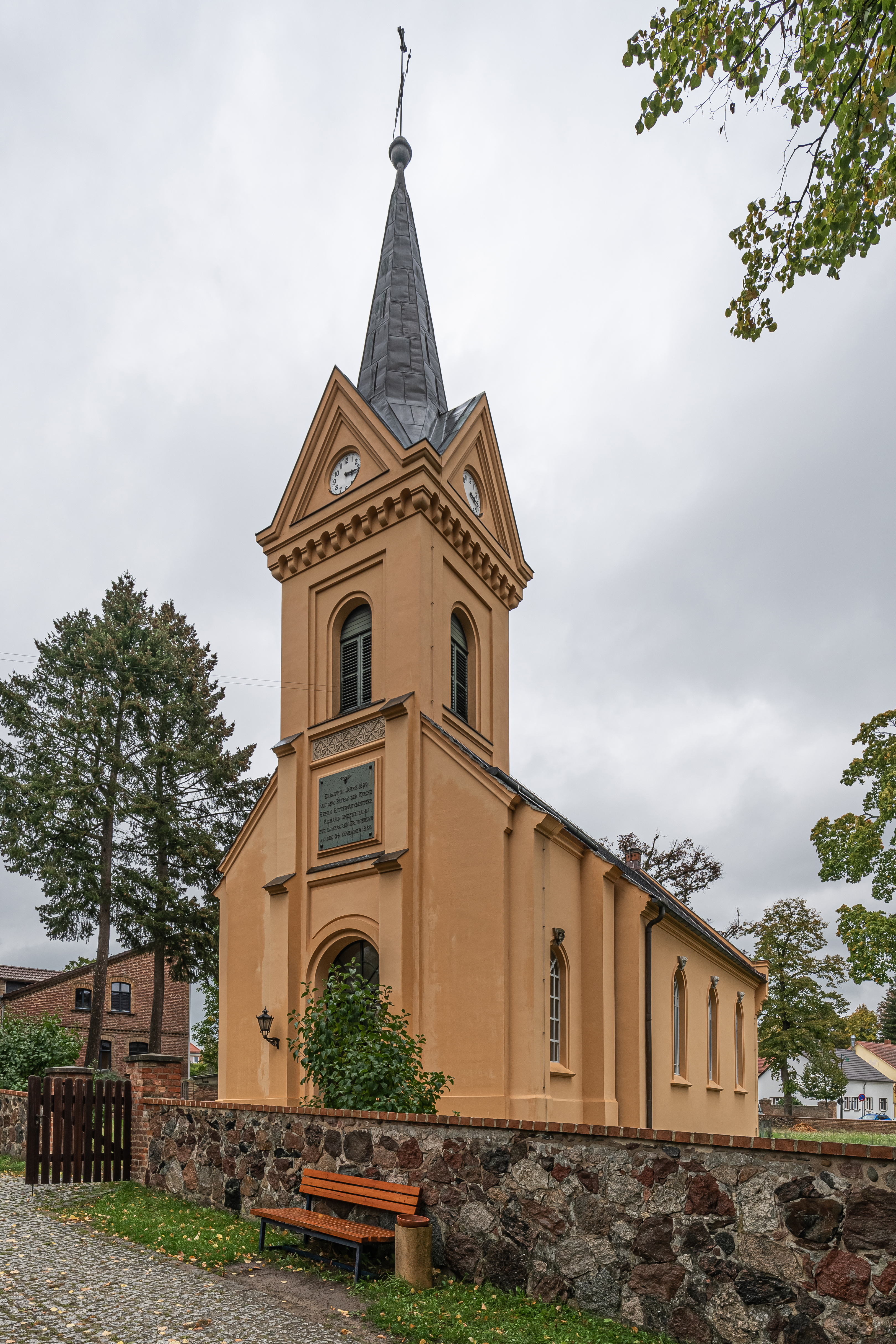
Kirche in Rangsdorf

### Bauwerke
Die Gemeinde verfügt über einige denkmalgeschützte Bauwerke, die in der Liste der Baudenkmale in Rangsdorf aufgeführt sind.
Die Dorfkirche Rangsdorf wurde vom damaligen Rittergutsbesitzer Richard Spiekermann von 1888 bis 1890 im historisierenden Stil  umgebaut und erweitert. Die Vorgängerkirche von 1700 steht auf einem Fundament einer Feldsteinkirche. Sie enthält noch einen Schnitzaltar von 1706 aus der Potsdamer Werkstatt von Detloff Maschmann.
Die Dorfkirche Klein Kienitz ist eine frühgotische Feldsteinkirche, die vor 1400 entstand. 1739 erfolgte ein Umbau und Anbau eines Südeingangs sowie die Vergrößerung der Fenster. Im Innern befinden sich ein Altarretabel und eine Kanzel von 1660 sowie zwei Epitaphe der Familie von Köppen neben einem Kindergrabstein von 1603, der aber aus der Rangsdorfer Kirche stammt und erst seit 1617 in Klein Kienitz aufgestellt wurde.

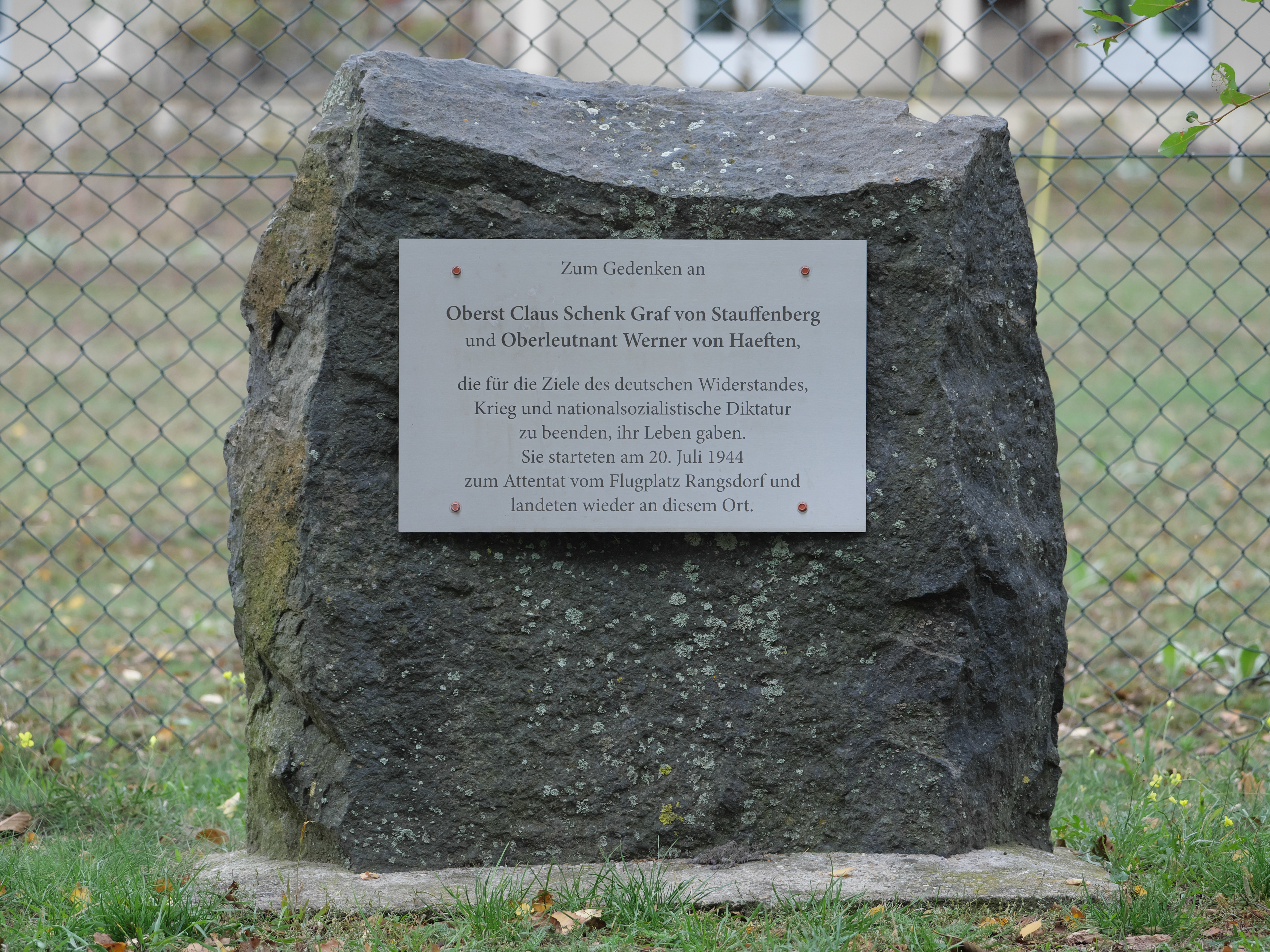
Gedenktafel für Claus Schenk Graf von Stauffenberg und Werner von Haeften am Rangsdorfer See

Das ehemalige Klubhaus des Reichssportflughafens Rangsdorf („Aeroclub-Haus“) wurde in den Jahren 1935/1936 errichtet. Das Gebäude wurde nach 2000 saniert und 2004 dem privaten Gymnasium Seeschule übergeben. Im Gebäude sind die Schulverwaltung, die Mensa, zwei Klassenräume und verschiedene Fachräume untergebracht. Auf dem Gelände der Seeschule steht auch ein Gedenkstein für Oberst Claus Schenk Graf von Stauffenberg und Oberstleutnant Werner von Haeften.

### Kulturangebote und Museen
Rangsdorf bietet ein vielfältiges kulturelles Angebot. Der Rangsdorfer Kulturverein führt regelmäßig Konzerte, Lesungen und andere Veranstaltungen durch. Schauplatz dafür ist die zentral gelegene Kulturscheune, die evangelische Kirche oder das Rathaus.
In der GEDOK-Kunstgalerie stellt die 1962 gegründete Gemeinschaft deutscher und österreichischer Künstlerinnen und Kunstfreundinnen (GEDOK) Kunstwerke von deutschen und österreichischen Künstlerinnen aus.
Die Theatergruppe Buntspechte führt mehrmals jährlich Inszenierungen auf. In der Vergangenheit wurden etwa Stücke wie Paranoid, Du bist in Ordnung Charlie Brown, Das Gespenst von Canterville, Hilfe, die Herdmanns kommen und Wach auf, Titania! aufgeführt.
In Rangsdorf befanden sich weiterhin das Bücker-Museum, das an den 1935 in Rangsdorf angelegten Reichssportflughafen Rangsdorf und die hier beheimateten Bücker Flugzeugbauwerke erinnerte, sowie das Europäische Eissegelmuseum, in dem die Geschichte dieser Wintersportart dargestellt wurde. Beide Museen sind seit 2016 geschlossen. Die Gemeinde Rangsdorf und der Bauinvestor terraplan, der auf dem Gelände des ehemaligen Flughafens ein Wohngebiet baut, denken offen über die Neueröffnung der beiden Museen nach.
Im Rahmen der 650-Jahr-Feier im Jahr 2025 plant die Gemeinde Festivitäten, die das ganze Jahr andauern sollen und kulturell nachhaltige Konzepte in Rangsdorf verankern.

### Natur
Die Gemeinde besitzt einige eingetragene Naturdenkmale.
- Lindenreihe, Weg zwischen Friedensallee (in Höhe Frühlingsstraße) und Römerschanze, wegen Alter, Größe und Schönheit
- Eiche, Alemannenallee, am nördlichen Grundstücksrand, wegen Alter und Größe
- Lindenallee, Friedensallee zwischen Frühlingsstraße und Weinbergweg, das Ortsbild prägend
- Linde, Gartenstraße 5, wegen Alter und Größe
- Sechs Stieleichen, 0,9 km nördlich der Kirche und am Weinberg im Bereich der Römerschanze, wegen Alter und Größe
- Baumgruppe Eichen, wenig östlich der Römerschanze, wegen Alter und Größe
- Eiche, Grenzweg, südlicher Teil, wegen Alter und Größe sowie ihrer ortsbildprägenden Schönheit
- Stieleiche, 1,3 km nordnordwestlich der Kirche, am östlichen Ufer der Krummen Lanke, wegen Alter und Größe
- Lindenallee, Lindenallee, wegen ortsbildprägender Schönheit
- Stieleiche, 1,5 km nördlich der Kirche, am Nordostufer der Krummen Lanke, wegen Alter und Größe

Teile des Landschaftsschutzgebiets Diedersdorfer Heide und Großbeerener Graben gehören zur Gemeinde.

### Bodendenkmale
Auf der Gemarkung Rangsdorf sind in der Landesdenkmalliste folgende Bodendenkmale ausgewiesen:
- Rast- und Werkplatz der Steinzeit
- Siedlung der Urgeschichte
- Mehrere Siedlungen der Ur- und Frühgeschichte
- Siedlung der Bronzezeit
- Mehrere Gräberfelder der Bronzezeit
- Siedlung der Eisenzeit
- Mehrere Siedlungen der römischen Kaiserzeit
- Wüstung des deutschen Mittelalters (nordwestlich des Machnower Sees, auch auf Groß Machnower Gemarkung gelegen)
- Neuzeitliche Schanze
- Dorfkern

### Rangsdorfer See

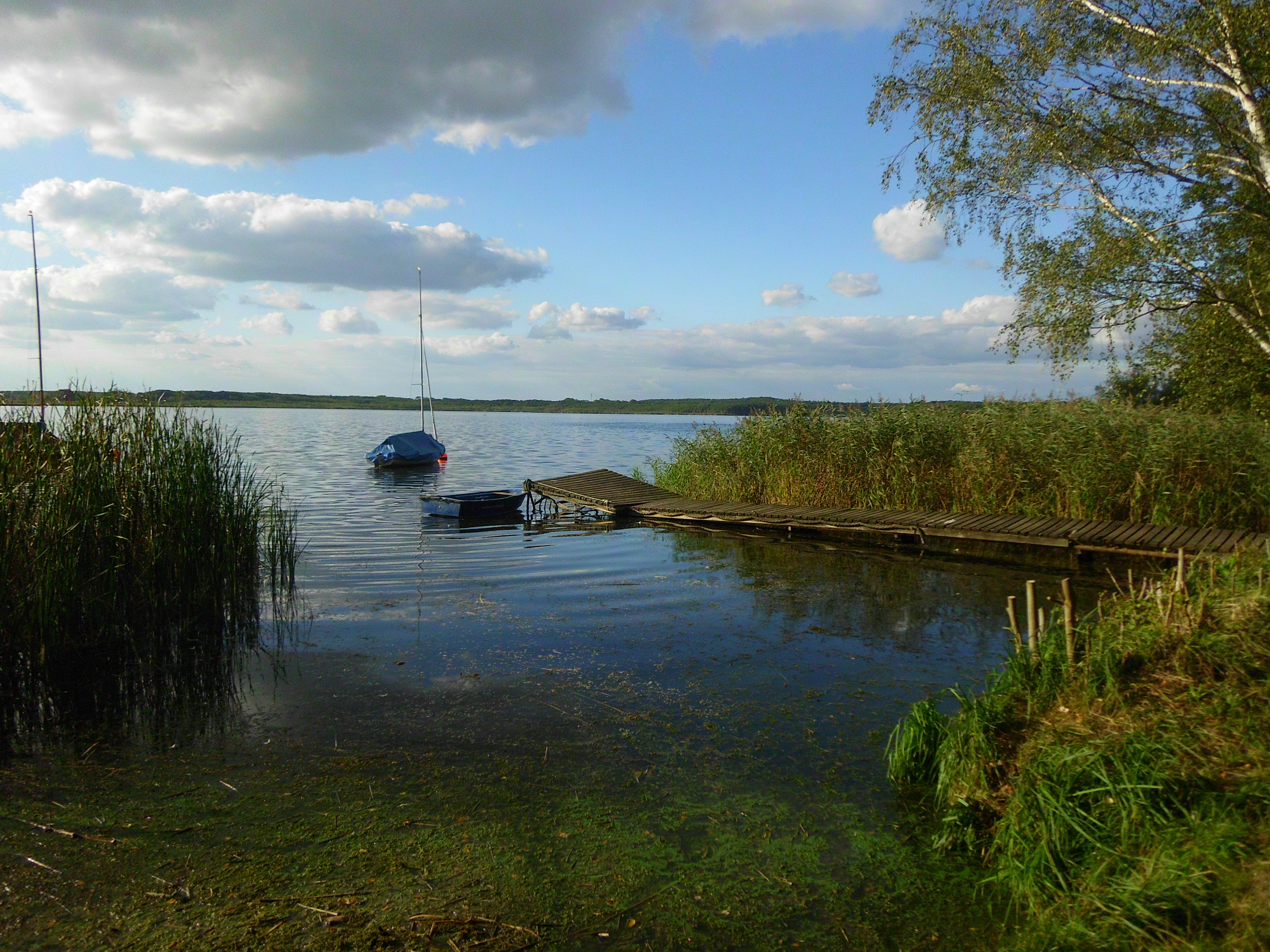
Rangsdorfer See

Der motorbootfreie Rangsdorfer See ist das Kerngebiet des Naturschutzgebiets Rangsdorfer See. Mit seinen geschützten südlichen Randbereichen ist er eines der bedeutendsten Brandenburger Überwinterungsgebiete für nordische Wildgänse. Zwischen 30.000 und 70.000 aus Sibirien kommende Zugvögel lassen sich hier vorübergehend nieder.
In den Wintermonaten friert der See wegen seiner geringen Tiefe sehr schnell zu und ist damit ein traditionelles Eissegelrevier im Berliner Raum. In den letzten Jahren haben sich neue Eissportarten wie Eis-Kite-Segeln mit Ski, Buggy oder Boards, Eissurfen und Eisskaten angesiedelt.
In den Sommermonaten sind vorwiegend Knickspantjollen vom Typ „Pirat“ und „OK“ sowie Kutter der Klasse ZK 10 auf dem See zu sehen. Ansässig sind am See die Rangsdorfer Segelgemeinschaft 53 und der Seesportclub Rangsdorf. Nimmt der Wind stark zu, bevölkern zahlreiche Surfer (Windsurfer und Kitesailer) den See.
Der Rangsdorfer See hat einen rückläufigen Wasserstand und droht zu verlanden.  Im Jahr 2008 hatte der Kreistag Teltow-Fläming einstimmig einen Antrag angenommen, die fünf großen Seen im Kreis, den Rangsdorfer See, den Mellensee, den Großen Wünsdorfer See, den Blankensee und den Siethener See in den kommenden 30 Jahren zu sanieren.
Sehenswert ist der Ortsteil Klein Venedig, der seinen Namen durch das mit dem Rangsdorfer See verbundene Kanalsystem erhielt. Idyllisch im Wohngebiet gelegen ist der Nymphensee. Weitere Seen sind der Kiessee im Bereich Pramsdorf direkt an der Bahnlinie Berlin-Dresden, sowie der Machnower See zwischen Pramsdorf und Großmachnow. In den Rangsdorfer See mündet der Glasow-Bach (Bereich Krumme Lanke), den See verlässt er als Zülowkanal in Richtung der Dahme bei Königs Wusterhausen.

## Wirtschaft und Infrastruktur

### Ansässige Unternehmen
Mit dem Südringcenter besitzt Rangsdorf (auf Groß Machnower Gemarkung) ein großes, verkehrsgünstig gelegenes Einkaufszentrum nur wenige hundert Meter von der Autobahnanschlussstelle Rangsdorf entfernt.
Ein größeres Industriegebiet hat sich im Bereich des Theresenhof, ebenfalls auf Groß Machnower Gemarkung, angesiedelt. Im Ort selbst gibt es zahlreiche kleinere Gewerbebetriebe.
Große ansässige Unternehmen sind u. a. Bär und Ollenroth, Mounting Systems, FIEGE und ein Tesla-Zulieferer im Bereich des neu errichteten Gewerbegebiets in der Maulbeerstraße.

### Verkehr

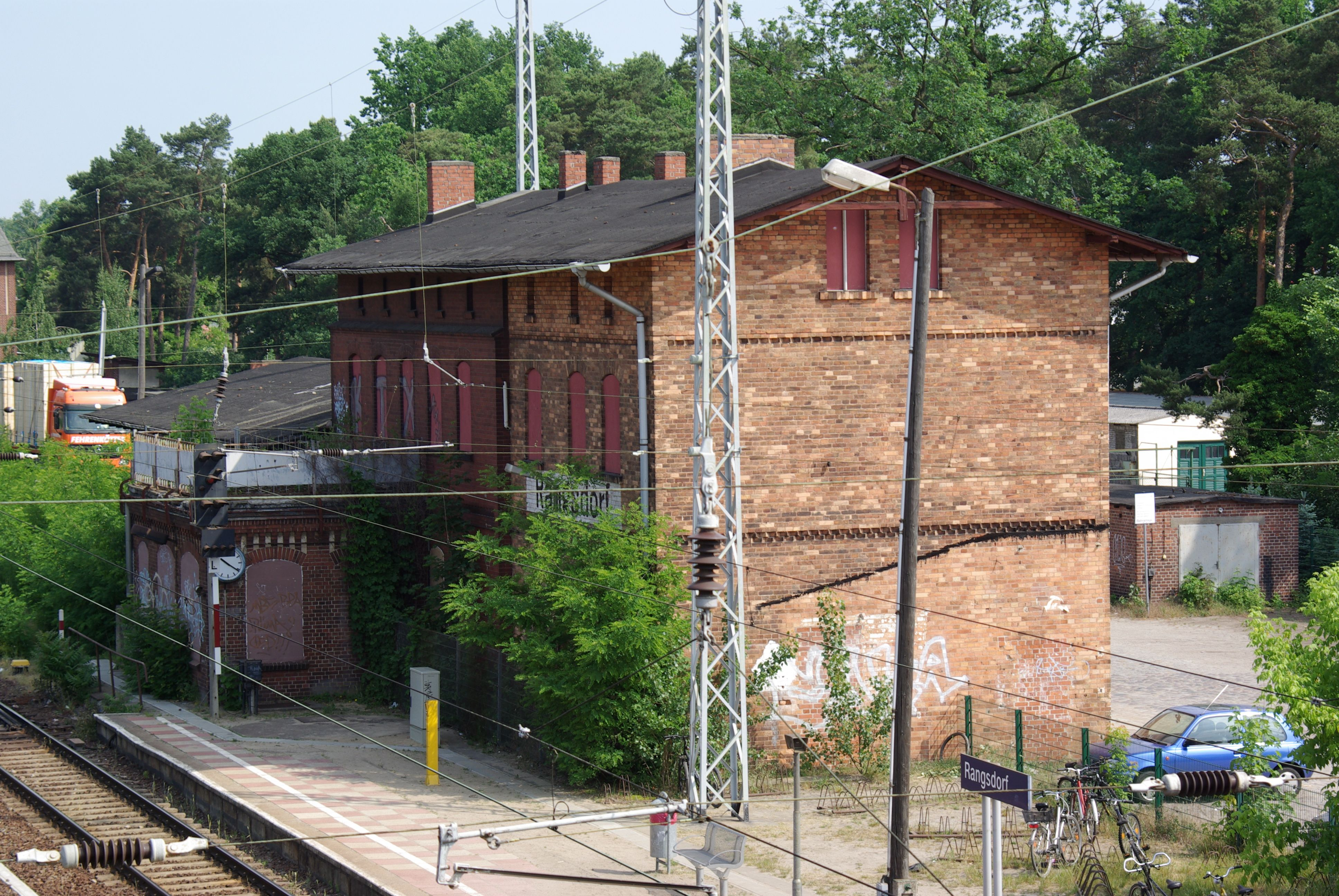
Mittlerweile abgerissener Bahnhof Rangsdorf (2009)

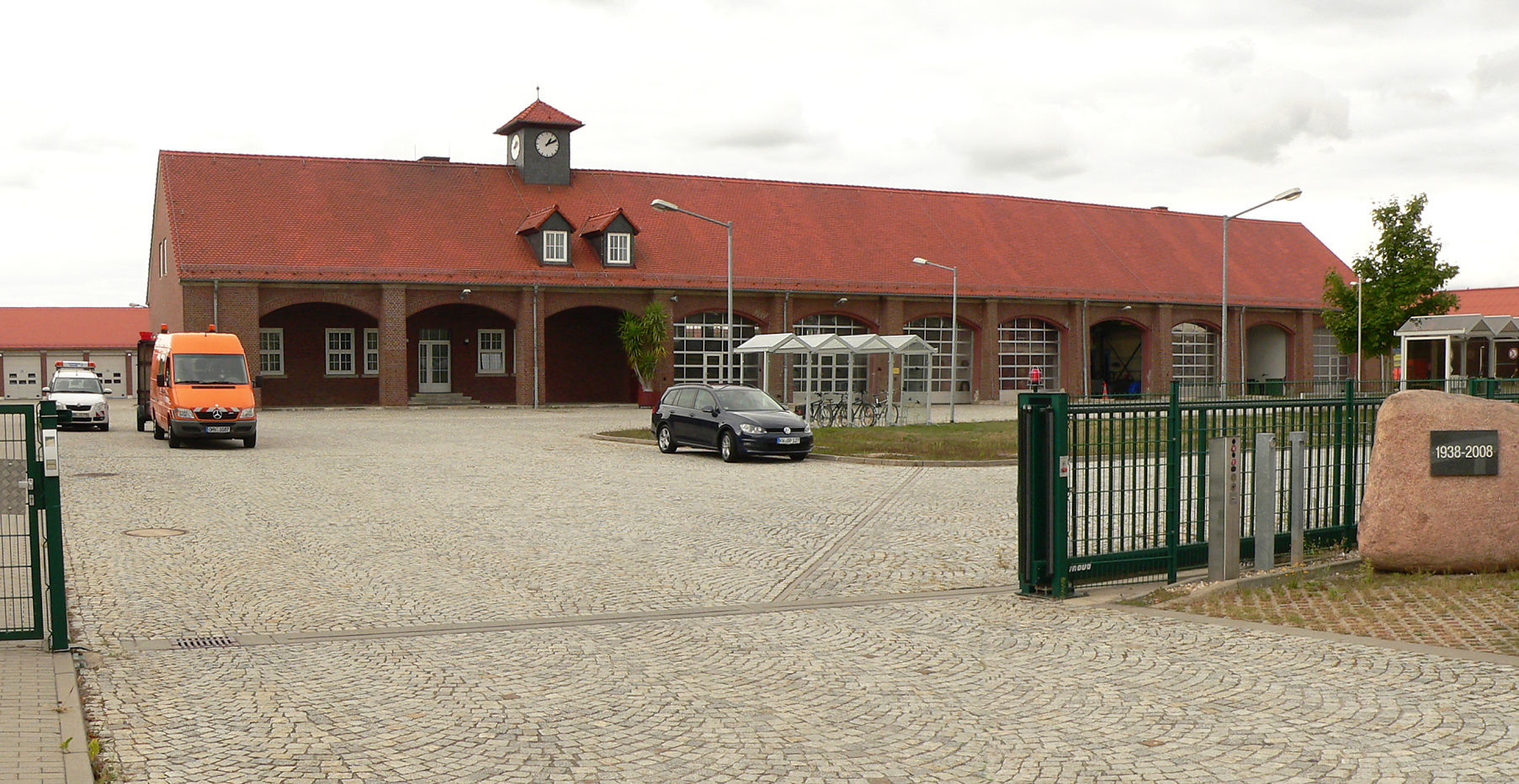
Autobahnmeisterei Rangsdorf

Rangsdorf liegt an der von der Berliner Stadtgrenze bis Rangsdorf vierstreifig ausgebauten Bundesstraße 96, die nach Zossen weiterführt. Die Autobahn A 10 (südlicher Berliner Ring) mit der Anschlussstelle Rangsdorf verläuft durch das Gemeindegebiet. An ihr liegt die Autobahnmeisterei Rangsdorf.
Der Bahnhof Rangsdorf ist Halt für Regionalzüge an der Bahnstrecke Berlin–Dresden. Er wird von der Regional-Express-Linie RE 8 Berlin Hbf – Finsterwalde (Niederlausitz)/Elsterwerda
und der Regionalbahnlinie RB 24 Flughafen BER–Rangsdorf jeweils im Stundentakt bedient. Der Verkehrsverbund Berlin-Brandenburg kündigte im Frühjahr 2024 an, ab dem Fahrplanwechsel im Dezember 2024 Verstärkerzüge einzusetzen.
Die Bahntrasse verläuft nahezu mittig durch die Gemeinde. Am 7. April 2015 wurde der beschrankte Bahnübergang durch einen Tunnel unter den Gleisen ersetzt. Das alte Bahnhofsgebäude (siehe Abbildung) auf der Ostseite wurde im Zuge dieser Baumaßnahmen abgerissen.
Eine Bürgerinitiative engagiert sich dafür, die S-Bahnlinie S2 von Blankenfelde nach Rangsdorf (4,7 km) wiederherzustellen, die bis zum Mauerbau 1961 bestand. Am 8. Juni 2018 wurde durch Ministerpräsident Dietmar Woidke verkündet, dass die S-Bahn von Blankenfelde über Dahlewitz bis Rangsdorf wieder hergestellt werden soll. Im Jahr 2021 veröffentlichte die Projektgruppe „i2030“ des VBB eine Nutzen-Kosten-Untersuchung, die dem S-Bahn-Anschluss nach Rangsdorf eine Unwirtschaftlichkeit diagnostizierte. Das Verkehrsministerium stellte daraufhin die Planungen zur Erweiterung ein. Bis zu diesem Zeitpunkt wurden über zwei Millionen Euro in das Projekt investiert. Die Gemeinde Rangsdorf kritisierte das Vorgehen und gab bekannt, eine eigene Nutzen-Kosten-Untersuchung anfertigen zu lassen.
Rangsdorf wird durch die VTF-Buslinien 713 Groß Machnow, Straße der Einheit–Rangsdorf, Bahnhof–Dahlewitz, Bahnhof(–S Blankenfelde), 707 Zossen, Straße der Befreiung–Rangsdorf, Bahnhof und die RVS-Linie 728 Rangsdorf, Bahnhof–Mittenwalde–Königs Wusterhausen, Bahnhof erreicht.
Entlang der B 96 verläuft der Bundesradweg Berlin–Leipzig durch das Gemeindegebiet und der Rad- und Wanderweg „Baruther Linie“ entlang des Rangsdorfer Sees.

### Tourismus
Durch das am Rangsdorfer See gelegene Seehotel Berlin-Rangsdorf und das angrenzende Strandbad verfügt die Gemeinde über Gewerbesteuereinnahmen durch Tourismus. Vor allem der See lockt im Sommer zahlreiche Tagesgäste an.
Im Rathaus befindet sich ein Tourismus-Büro.

## Persönlichkeiten

### Söhne und Töchter der Gemeinde
- Ernst Ludwig von Hacke (1651–1713), königlich-preußischer Generalleutnant, Kommandant von Berlin, auf Machnow geboren
- Joachim Friedrich von Otterstedt (1769–1850), Geheimer Rat und preußischer Diplomat
- Johann Ludwig Coste (1809–1886), preußischer Landrat, in Groß Machnow geboren
- Karl Emil Jung (1833–1902), Lehrer, Forschungsreisender und Geograph, in Groß Machnow geboren
- Winnetou Kampmann (1927–2001), Architekt und Stadtplaner, in Rangsdorf geboren
- Klaus Bochow (1950–2010), Politiker (SPD), in Rangsdorf geboren

### Mit Rangsdorf verbundene Persönlichkeiten
- Ferdinand Spiekermann (1812–1880), Berliner Arzt, kaufte 1874 das Rittergut Rangsdorf, Vater des späteren Besitzers Richard Spiekermann
- Adolf Slaby (1849–1913), Entwickler und Mitgründer der Telefunken, sendete von Rangsdorf eines der weltweit ersten Telegramme nach Schöneberg
- Ernst Rang (1868–1937), Architekt, lebte in Rangsdorf[45]
- Otto Werner (1885–1954), Architekt, errichtete zahlreiche öffentliche und private Bauten in Rangsdorf
- Walter Kampmann (1887–1945), Maler und Bildhauer, lebte in Rangsdorf
- Carl Clemens Bücker (1895–1976), Gründer der Bücker-Flugzeugbau-Werke
- Hermann Hensel (1898–1974), Maler, lebte ab 1953 in Rangsdorf
- Heinz Rühmann (1902–1994), Schauspieler und Hobbyflieger, startete seine Flüge zeitweise vom Flugplatz Rangsdorf
- Georg Hansen (1904–1944), Oberst, Beteiligter am Attentat auf Hitler, lebte in Rangsdorf
- Jean Weidt (1904–1988), Tänzer und Choreograf, lebte in Rangsdorf
- Elly Beinhorn (1907–2007), Fliegerin in Rangsdorf, Ehefrau von Bernd Rosemeyer
- Claus Schenk Graf von Stauffenberg (1907–1944), flog von Rangsdorf am 20. Juli 1944 nach Rastenburg zum Attentat auf Hitler und landete auch wieder danach  auf dem Rangsdorfer Flugplatz
- Erich Rackwitz (1908–1992), Autor populärwissenschaftlicher Jugendbücher, lebte seit 1951 in Rangsdorf
- Bernd Rosemeyer (1909–1938), Rennfahrer, Ehemann von Elly Beinhorn, Flieger in Rangsdorf
- Beate Uhse (1919–2001), Unternehmerin, lernte auf dem Flugplatz Rangsdorf das Fliegen, Einfliegerin in den Bücker-Flugzeugwerken
- Ursula Wendorff-Weidt (1919–2000), Malerin und Grafikerin, Ehefrau von Jean Weidt, lebte in Rangsdorf
- Peter Hacks (1928–2003), Dichter, lebte seit Mitte der 1970er Jahre in den Sommermonaten auf der Fenne nahe Groß Machnow
- Anna Elisabeth Wiede (1928–2009), Ehefrau von Peter Hacks, lebte auf der Fenne nahe Groß Machnow
- Ronald Paris (1933–2021), Maler, Professor der Kunsthochschule Halle, lebte und arbeitete von 1985 bis zum Tod in Rangsdorf
- Jacky Gleich (* 1964), Illustratorin und Malerin, in Rangsdorf aufgewachsen
- Jana Schimke (* 1979), Politikerin (CDU), 2013 bis 2025 Mitglied des Deutschen Bundestages, lebt in Rangsdorf
- Ramona Kühne (* 1980), Weltmeisterin im  Profiboxen, lebt in Rangsdorf
- Christine Beier (* 1983), Handballspielerin, spielte beim SV Lok Rangsdorf
- Tobias Reichmann (* 1988), Handballnationalspieler, spielte beim SV Lok Rangsdorf
- Aenne Fleischer (* 1999), Kinderbuchautorin, in Rangsdorf aufgewachsen